# Benson Masya
Benson Masya (* 14. Mai 1970; † 24. September 2003) war ein kenianischer Langstreckenläufer, der insbesondere im Halbmarathon erfolgreich war.

## Leben
Der einstmalige Boxer und Angestellte der kenianischen Post ist der Rekordsieger des Great North Run über die 21,097-km-Distanz. Zum ersten Mal gewann er das Rennen 1991 in 1:01:28 h. Im Jahr darauf fand die Premiere der Halbmarathon-Weltmeisterschaften im Rahmen dieses Laufes statt, und Masya holte sich den Titel in 1:00:24 h. Zum dritten Mal gewann er 1994 in seiner persönlichen Bestzeit von 1:00:02 h (ein Streckenrekord, der bis 2002 Bestand hatte) und zum vierten und letzten Mal 1996. Außerdem siegte er beim 1992 beim Halbmarathonbewerb des Gold-Coast-Marathons, 1992 und 1994 beim Falmouth Road Race, 1993 und 1994 beim CPC Loop Den Haag und 1995 beim Great South Run.
Auch wenn er nie bei einem Marathonlauf eine Zeit erreichte, die seinem Potential entsprochen hätte (1994 kam er beim Boston-Marathon in 2:12:35 h auf Rang 17, 1996 wurde er beim London-Marathon in 2:12:43 h Achter und 1997 beim Seoul International Marathon in 2:12:53 h Fünfter), feierte er auch auf der langen Strecke einige Triumphe. Dreimal siegte er beim Honolulu-Marathon (1991, 1992 und 1994) und einmal beim Stockholm-Marathon (1997).
2000 wurde er von einer schweren Krankheit heimgesucht. Nach einer scheinbaren Besserung trat er 2003 noch einmal bei der Nacht von Borgholzhausen an. Bald darauf starb er im Beisein seines Freundes und Kollegen Cosmas Ndeti und wurde in Kitui  beigesetzt. Auch wenn die Ursache seines Todes nicht offiziell ermittelt wurde, nimmt sein Agent Zane Branson an, dass er auf die Folgen einer HIV-Infizierung zurückzuführen ist. Benson Masya hinterließ eine Frau und drei Kinder.